# Fruktoza-bisfosfataza
Fruktoza-bisfosfataza (EC 3.1.3.11, heksozna difosfataza, FBPaza, fruktozna 1,6-difosfataza, fruktoza 1,6-difosfatna fosfataza, -fruktoznaa 1,6-difosfataza, fruktozna 1,6-bisfosfataza, fruktozna difosfataza, fruktoza difosfatna fosfataza, fruktoza bisfosfatba fosfataza, fruktoza 1,6-bisfosfatna 1-fosfataza, fruktoza 1,6-bisfosfatna fosfataza, heksozna bisfosfataza, -fruktoza-1,6-bisfosfatna fosfataza) je enzim sa sistematskim imenom D-fruktoza-1,6-bisfosfat 1-fosfohidrolaza. Ovaj enzim katalizuje sledeću hemijsku reakciju
-fruktoza 1,6-bisfosfat + 2O {\displaystyle \rightleftharpoons } -fruktoza 6-fosfat + fosfat
Životinjski enzim takođe deluje na sedoheptulozu 1,7-bisfosfat.

## Literatura
- Nicholas C. Price; Lewis Stevens (1999). Fundamentals of Enzymology: The Cell and Molecular Biology of Catalytic Proteins (Third изд.). USA: Oxford University Press. ISBN 019850229X.
- Eric J. Toone (2006). Advances in Enzymology and Related Areas of Molecular Biology, Protein Evolution (Volume 75 изд.). Wiley-Interscience. ISBN 0471205036.
- Branden C; Tooze J. Introduction to Protein Structure. New York, NY: Garland Publishing. ISBN 0-8153-2305-0.
- Irwin H. Segel. Enzyme Kinetics: Behavior and Analysis of Rapid Equilibrium and Steady-State Enzyme Systems (Book 44 изд.). Wiley Classics Library. ISBN 0471303097.
- William P. Jencks (1987). Catalysis in Chemistry and Enzymology. Dover Publications. ISBN 0486654605.

## Spoljašnje veze
- Fructose-bisphosphatase на 